# Trapani
Trápani (em italiano:  Trapani) é uma comuna italiana da região da Sicília, província de Trapani, com cerca de 67.456 habitantes. Estende-se por uma área de 271 km², tendo uma densidade populacional de 249 hab/km². Faz fronteira com Buseto Palizzolo, Calatafimi-Segesta, Erice, Marsala, Paceco, Salemi.

## Demografia
| Variação demográfica do município entre 1861 e 2011                               |
|                                                                                   |
| Fonte: Istituto Nazionale di Statistica (ISTAT) - Elaboração gráfica da Wikipedia |